# جزیره ویلسون (ساسکاچوان)
جزیره ویلسون (به انگلیسی: Wilson Island) یک جزیره مسکونی در کانادا است که در ساسکاچوان واقع شده‌است.